# Rakovec
Pour les articles homonymes, voir Rakovec (homonymie).
Rakovec est un village et une municipalité du comitat de Zagreb, en Croatie. Au recensement de 2001, la municipalité comptait 1 350 habitants dont 97,04 % de Croates, et le village seul comptait 245 habitants.

## Localités
La municipalité de Rakovec compte 12 localités :
- Baničevec ;
- Brezani ;
- Dropčevec ;
- Dvorišće ;
- Goli Vrh ;
- Hruškovec ;
- Hudovo ;
- Kolenica ;
- Lipnica ;
- Mlaka ;
- Rakovec ;
- Valetić.